# روبرت بارون (كاتب)
روبرت بارون (بالإنجليزية: Robert Emmet Barron)‏ هو كاهن كاثوليكي وكاتب أمريكي، ولد في 19 نوفمبر 1959 في شيكاغو في الولايات المتحدة.

## وصلات خارجية
- روبرت بارون على موقع ميوزك برينز (الإنجليزية)